# مجموعة مستشفى سان جون للعيون

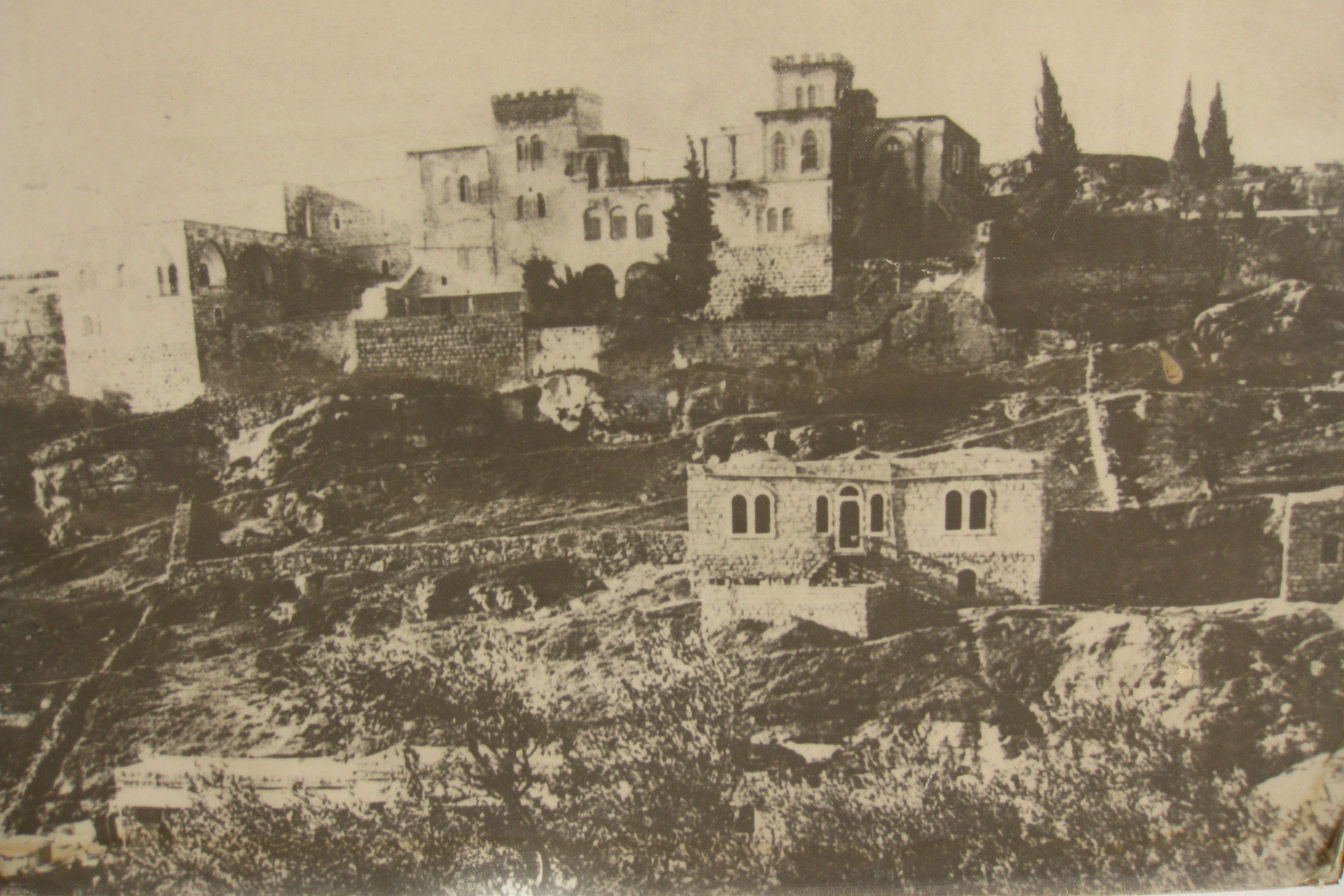
مبنى المستشفى في سنواته الأولى (حوالي عام 1890)

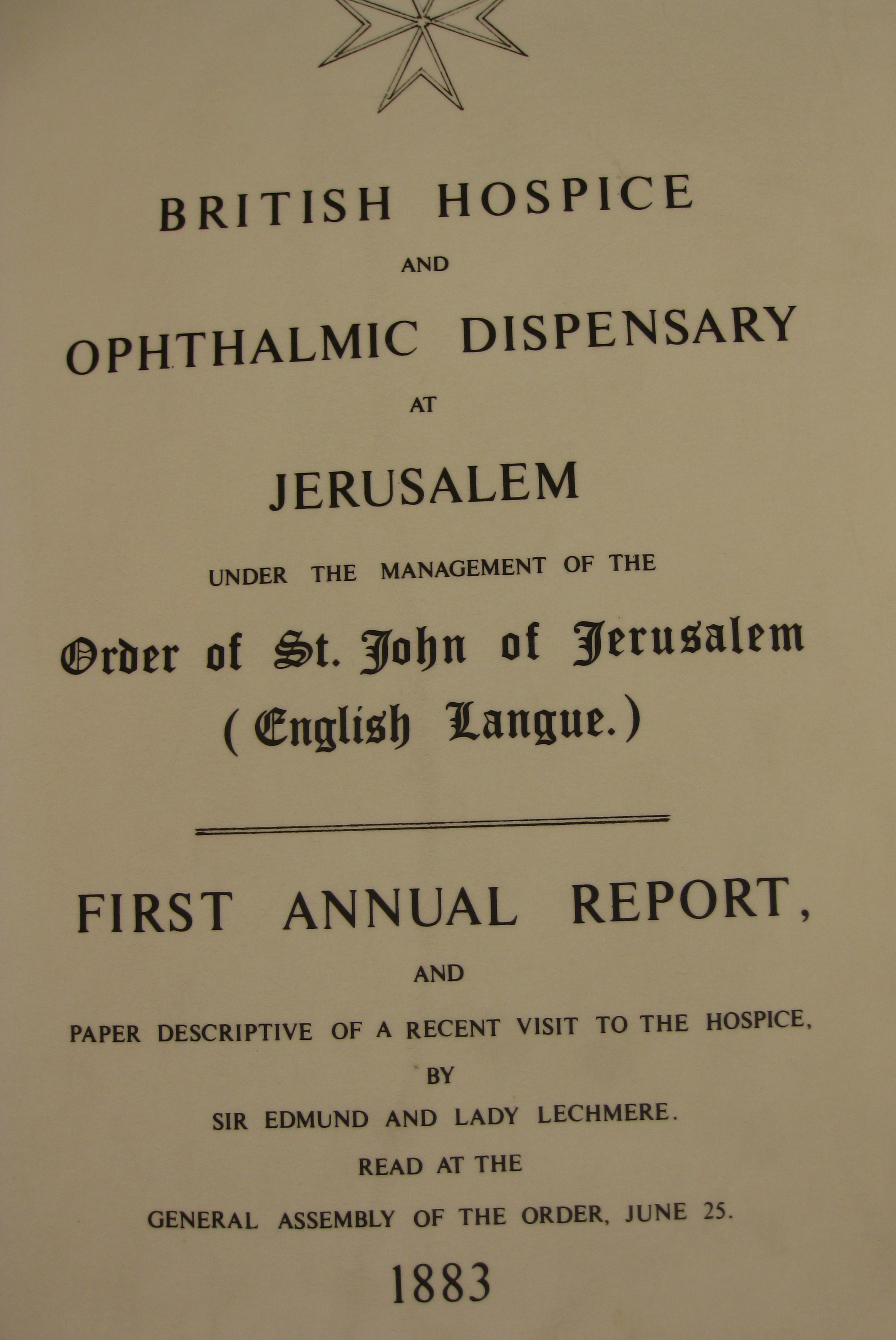
تقرير المستشفى السنوي الأول عام 1883

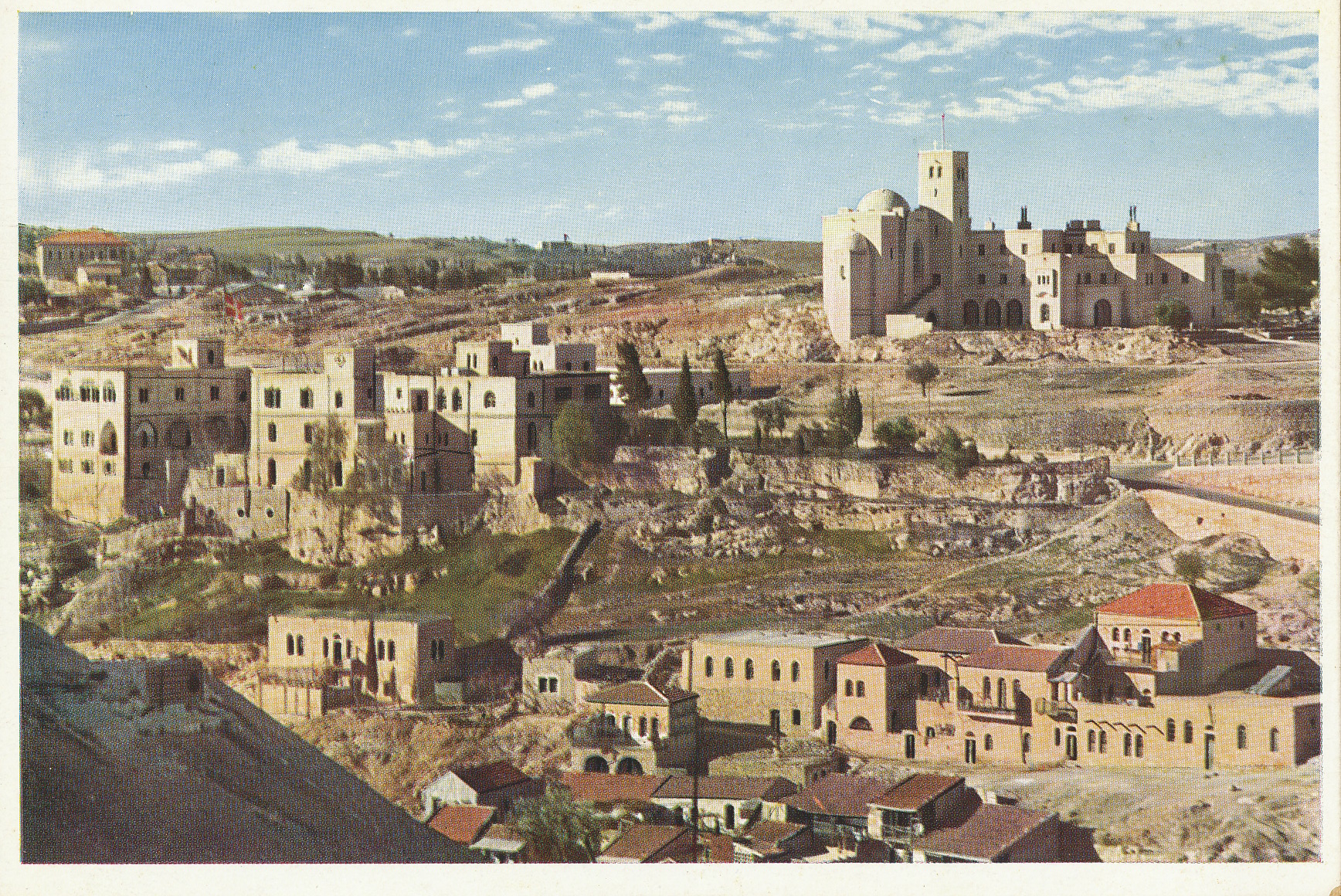
منظر بانورامي للمستشفى وكنيسة القديس أندرو، القدس عام 1930

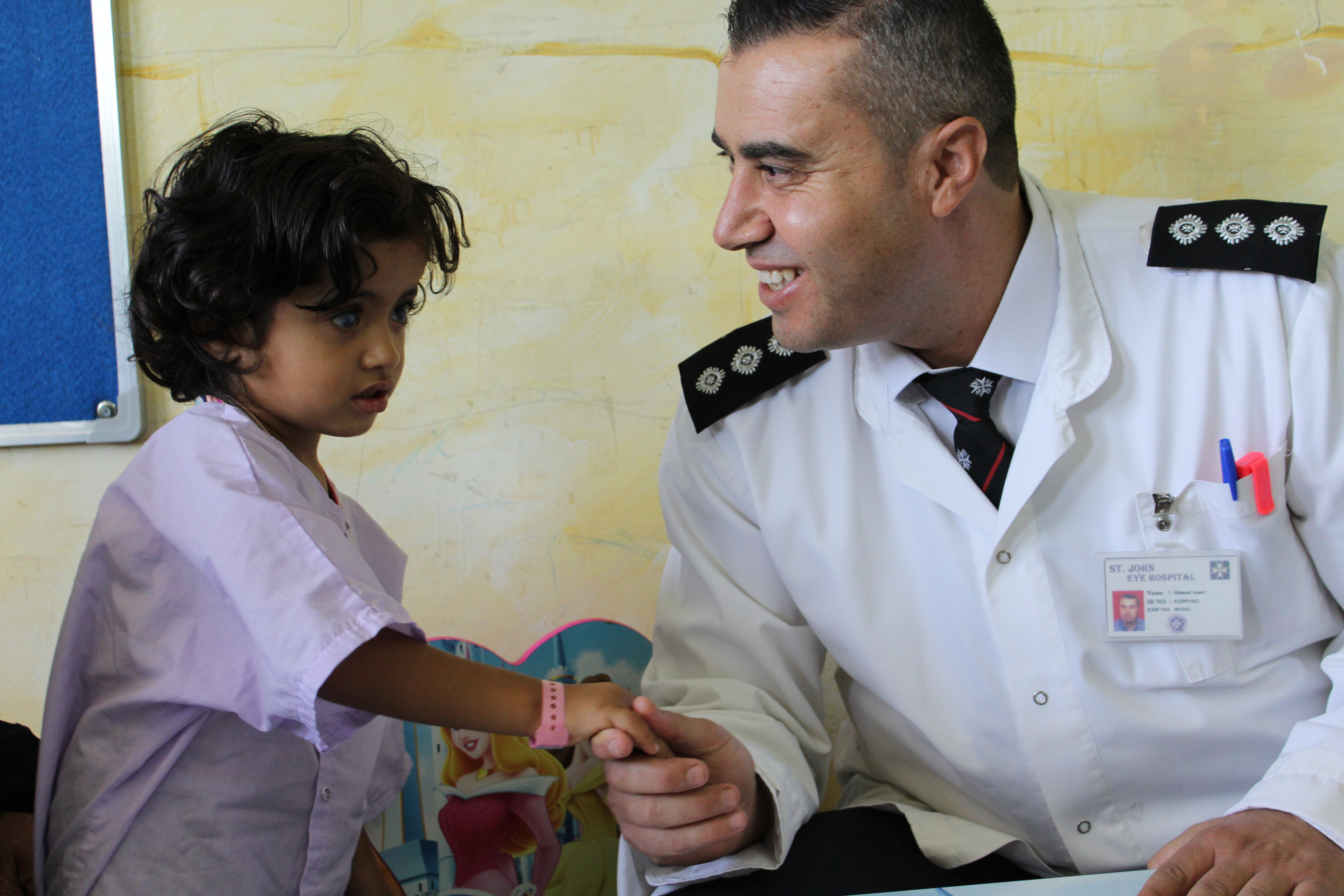
ممرض سان جون مع مرضى الجلوكوما في غزة.

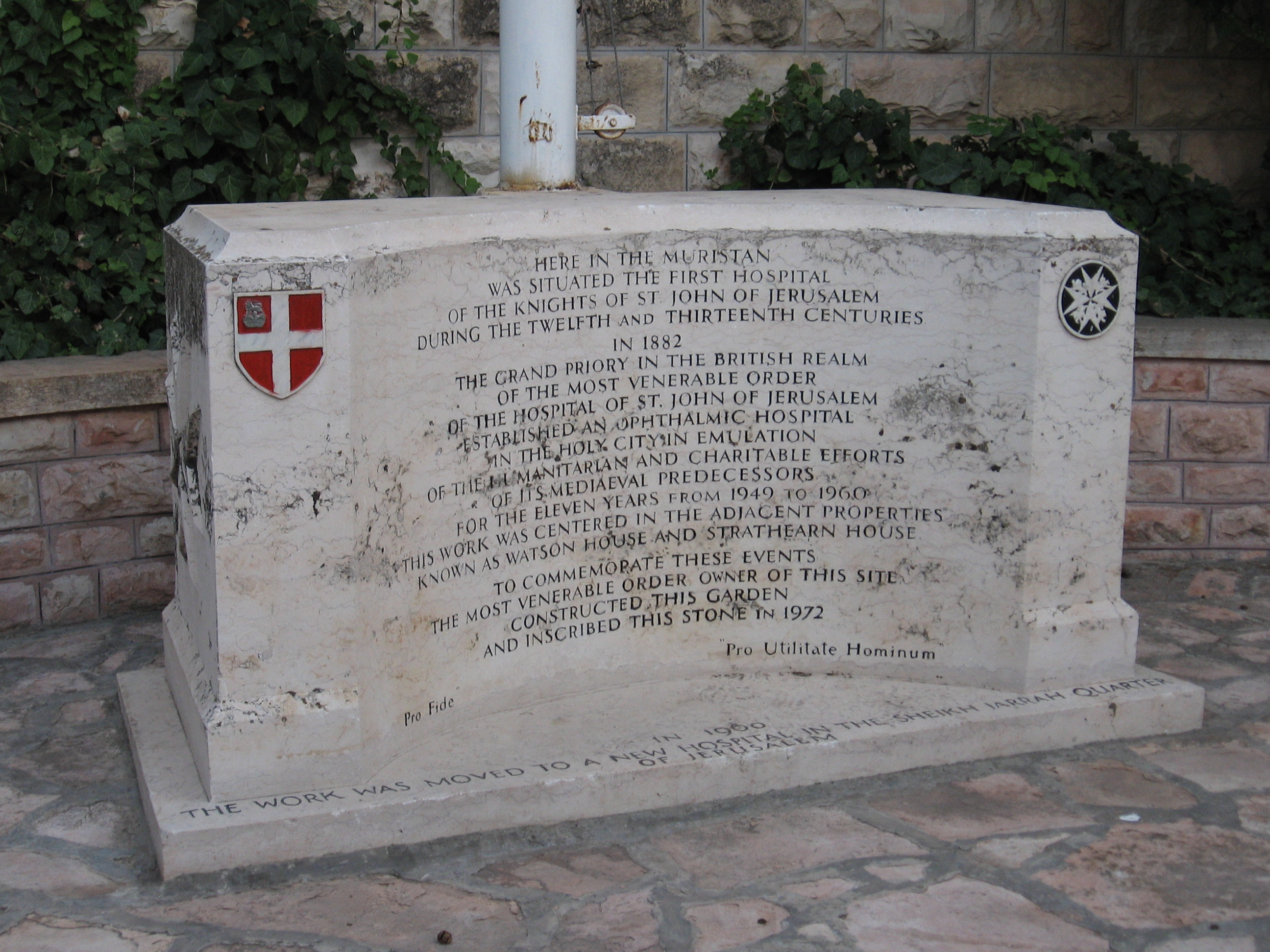
حجر النصب التذكاري في شارع موريستان في مدينة القدس القديمة، بمناسبة موقع الموقع الثاني للمستشفى

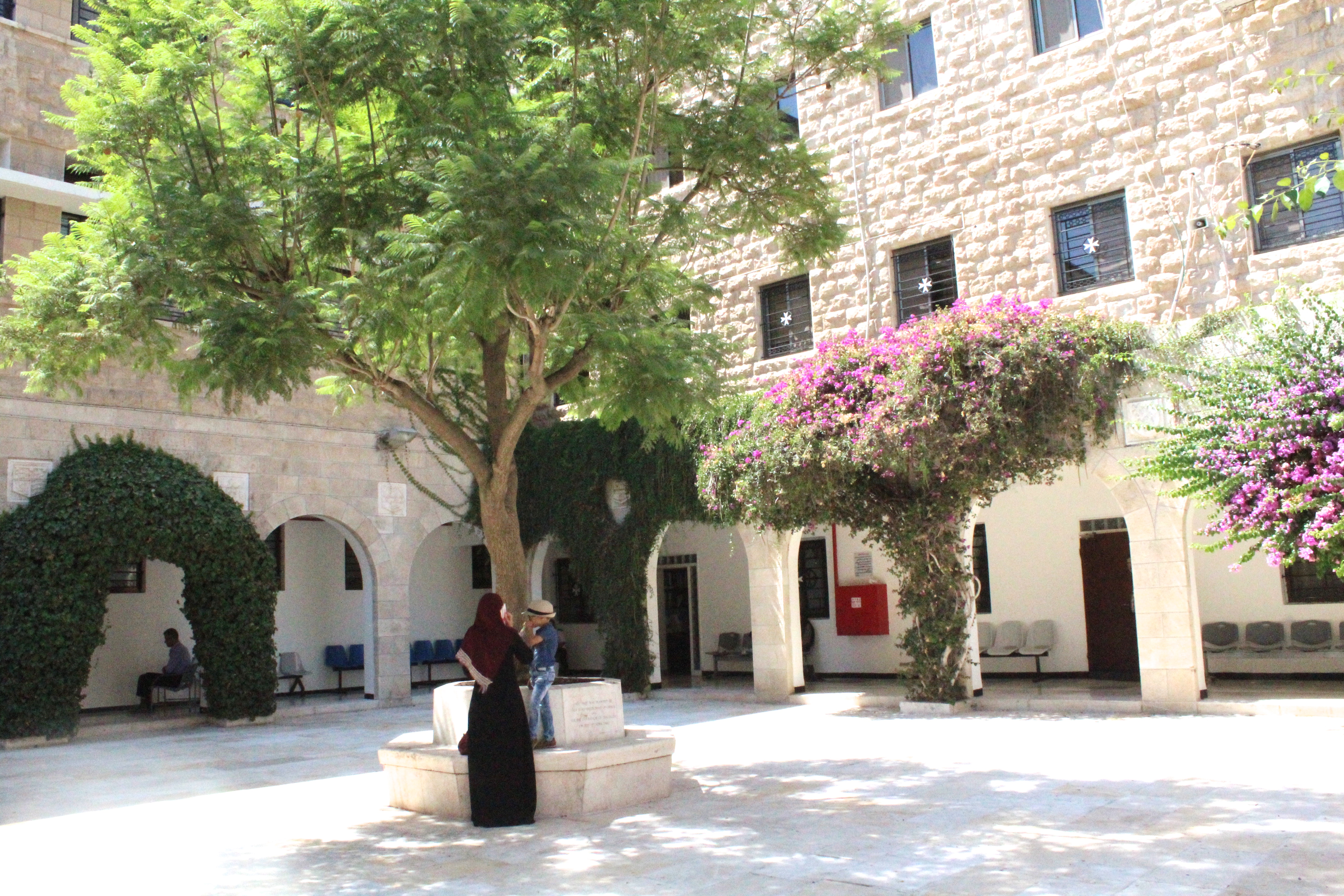
مستشفى القدس في مستشفى سان جون القدس في الشيخ جراح

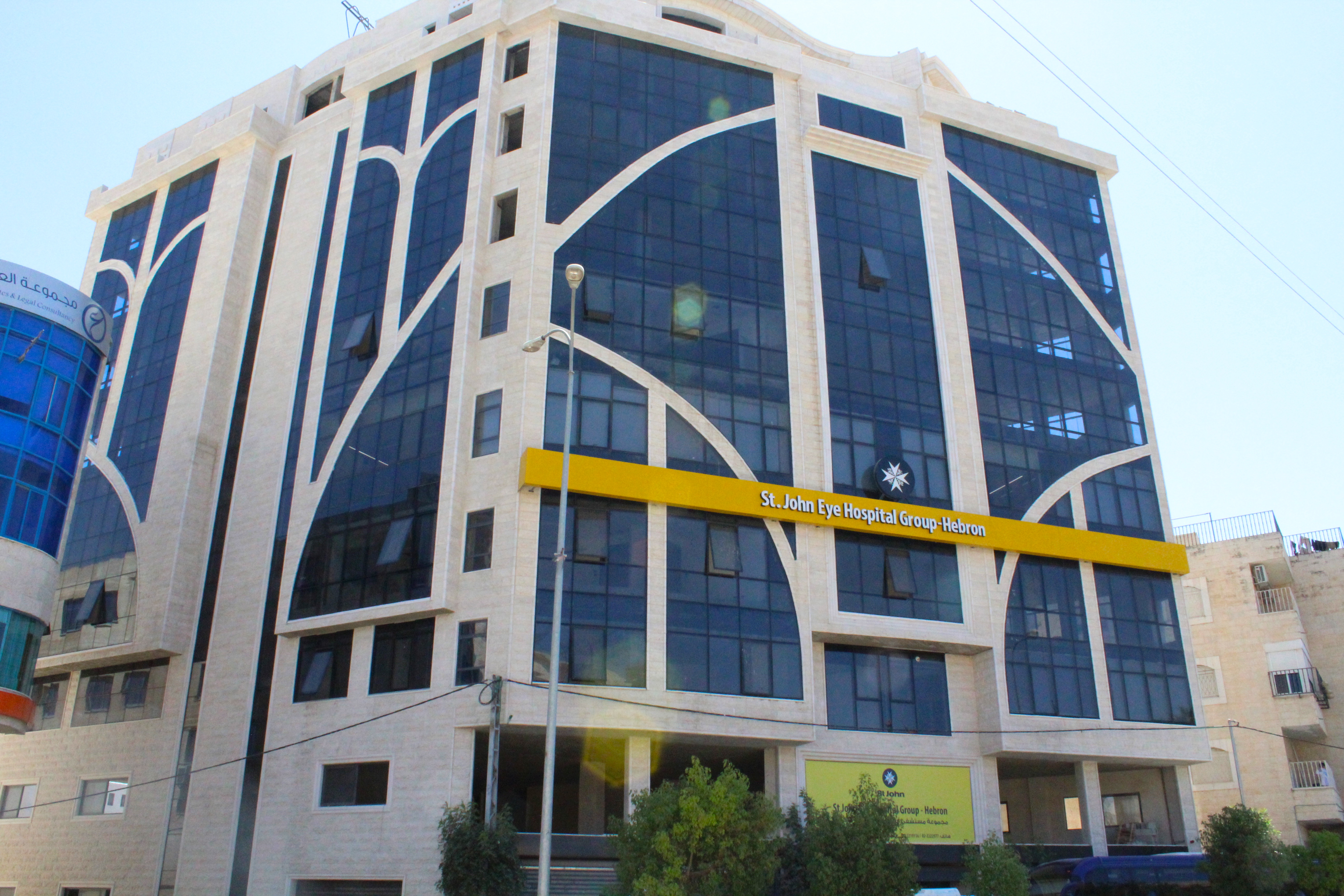
افتتح مستشفى سان جون الخليل في نوفمبر 2015

مجموعة مستشفيات سان جون للعيون (بالإنجليزية: St John of Jerusalem Eye Hospital)‏ هي مؤسسة خيرية تدير مستشفى العيون في القدس وعيادات ومستشفيات العناية بالعيون في الضفة الغربية وقطاع غزة، وهي شركة تابعة مملوكة بالكامل لشركة وسام الجليل سان جون.
يقع مستشفى المجموعة في القدس وهو المزود الرئيسي للعناية بالعيون في الأراضي الفلسطينية.

## الموقع الأول
افتتح المستشفى الأصلي من قبل سان جون في عام 1882 على طريق بيت لحم جنوب مدينة القدس القديمة، منحت الملكة فيكتوريا المستشفى الإمتياز الملكي، كان السيد إدموند ليشمير، البارون الثالث، أحد الشخصيات الرئيسية في إنشاء المستشفى، كان ليشمر وزوجته من مؤسسي منظمة سان جون الموقرة وسافروا عدة مرات إلى القدس حيث شهدوا حاجة سكانها للعناية بالعيون.
أثناء الحرب العالمية الأولى، تم إغلاق المستشفى وتولى الجيش التركي بناء المبنى الذي استخدمه لتخزين الذخيرة خلال معركة القدس في عام 1917، تم تدمير المبنى بعد توطيد الانتداب البريطاني في فلسطين، تم التعاقد مع المهندس كليفورد هوليداى لترميم المبنى، قام هوليداى بتصميم جناح جديد وكنيسة القديس أندرو التي تم افتتاحهما في عام 1930، وكان الجناح الجديد يقع عبر الشارع، على الجانب الآخر من طريق الخليل. وفي الستينيات، وبعد انتقال المستشفى إلى موقعه الحالي، أصبح جناح كليفورد هوليداي مركزًا للفنون والحرف (يُعرف باسم بيت القدس للجودة).
في السبعينيات، تم بيع مبنى المستشفى الأصلي إلى مطور أراد هدمه وبناء فندق في مكانه، وبعد حملة من قبل جمعية حماية الطبيعة في إسرائيل، مُنع المطور من هدم المبنى، وبدلاً من ذلك، سُمح له ببناء امتداد له، تمشياً مع النمط الأصلي للمبنى، وتجديد المبنى الأصلي والحفاظ عليه، تم افتتاح الفندق في الثمانينيات وتم تسميته بفندق صهيون.

## الموقع الثاني
في أعقاب اتفاقيات الهدنة لعام 1949 بين إسرائيل والأردن، تم تعيين الوادي الواقع أسفل مبنى المستشفى وجبل صهيون كأرض محظورة، لم يعد بإمكان المستشفى العمل في هذا الموقع، حيث أصبح خطًا أماميًا يفصل بين الجانبين، بالإضافة إلى ذلك، تم قطع الوصول إلى المبنى مما أصبح من من القدس الشرقية.
بين عامي 1949 و1960، تم تشغيل المستشفى من منزلين حسب الطلب في شارع مورستان في مدينة القدس القديمة.[بحاجة لمصدر]

## الموقع الثالث
تم افتتاح مبنى المستشفى الحالي في عام 1960 في شارع نشاشيبي في الشيخ جراح.

## المستشفى
مستشفى القدس الرئيسي هو مستشفى معتمد من قبل المنظمة الدولية للمعايير واللجنة الدولية المشتركة، تبلغ سعتها 49 سريراً ويعمل بها كل من الجراحين المتخصصين الأجانب والمحليين والأطباء والمسعفين والمتطوعين الطبيين والممرضين، يوجد قسم كبير للمرضى الخارجيين وخدمات متخصصة في الشبكية والقرنية وطب الأطفال، يوجد بالمستشفى ايضًا وحدة بحث.
يستقطب المستشفى عددًا كبيرًا من الأطباء المتطوعين من جميع أنحاء العالم الذين لا يساعدون في رعاية المرضى فحسب، بل يساعدون أيضًا في تدريس وتدريب الأطباء المحليين.

## مراكز الأقمار الصناعية
في عام 2005، واستجابة للقيود المتزايدة على الحركة في الضفة الغربية، أنشأت مجموعة مستشفيات سان جون للعيون مستشفى في الخليل، يقدم المستشفى جراحة العين بالليزر وجراحة الساد للعين لعلاج اعتلال الشبكية السكري، ويخدم 640,000 شخص يعيشون في الخليل وحولها، بما في ذلك البدو في صحراء النقب. في نوفمبر 2015، انتقلت مجموعة مستشفيات سان جون للعيون إلى مستشفى جديد في الخليل، في عام 2016، عالج المستشفى أكثر من 13600 مريض بما في ذلك إجراء أكثر من 500 عملية رئيسية.
في عام 2007، أنشأت مجموعة مستشفيات سان جون للعيون عيادتها في عنبتا، تعالج عيادة سان جون عنبتا أكثر من 20.000 مريض كل عام، يمكن الوصول بسهولة إلى العيادة من المناطق الرئيسية في نابلس وطولكرم وجنين.

## مستشفى غزة
يقدم سان جون غزة الرعاية الخيرية للعين لسكان غزة البالغ عددهم 1.8 مليون نسمة منذ عام 1992، في عام 2008، شاهد المستشفى ما يزيد قليلاً عن 16000 مريض ولم يقم بأي عمليات كبيرة، في عام 2016، شاهد أكثر من 27000 مريض خارجي وأجرى أكثر من 500 عملية رئيسية.

### برامج التوعية المتنقلة
تم إطلاق برنامج التوعية عبر الأجهزة المحمولة في عام 1980. ويضم فريقين يسافرون عبر الضفة الغربية كل أسبوع. يشاهد فريق التوعية عبر الهاتف المحمول عادة ما بين 8000 و 10000 فلسطيني كل عام. تم إطلاق برنامج التوعية عبر الأجهزة المحمولة لأول مرة في غزة في عام 2017.[بحاجة لمصدر]

## وصلات خارجية
- St John of Jerusalem Eye Hospital donation page on Virgin money giving
- الموقع الرسمي